# Герб Будённовска
Герб города Будённовска — один из официальных символов упразднённого городского поселения город Будённовск Ставропольского края России.
Первый герб города Будённовска, разработанный художником В. Я. Грибачёвым (Ставрополь), утверждён 16 ноября 1998 года. Герб нарушал правила геральдики и не мог быть внесён в Государственный геральдический регистр РФ.
Впоследствии художник В. П. Лысенко (Москва) исполнил новый герб, который был принят депутатами городской Думы 28 ноября 2003 года.
Решением Думы города Будённовска от 25 июня 2010 года № 83 герб был переутверждён (в связи с изменением статуса муниципального образования). При этом в его изображение внесли коррективы.  2 июля 2012 года, после прохождения государственной экспертизы, он был зарегистрирован в ГГР под номером 7716.

## Описание и обоснование символики
Геральдическое описание герба города Будённовска гласило:

В рассечённом лазорево-червлёном щите — серебряный лапчатый крест с золотым сиянием, исходящим из перекрестья в четырёх направлениях.— Решение Думы города Будённовска от 25 июня 2010 года № 84 «О гербе города Будённовска»
Серебряный крест — «оружие против врагов, скипетр власти, венец красоты, твердыня веры, ключ к небесному царствию» — указывает на историческое название города (Святой Крест). Концы креста образуют три полукруга (листья клевера), символизирующие Святую Троицу, и выражают идею воскресения Иисуса Христа. Золотые пучки света (сияние) между концами креста являются символами Славы. Три главных цвета герба (белый, синий, красный) соотносятся с цветами Государственного флага Российской Федерации.
Символизм тинктур:
- серебро символизирует простоту, совершенство, мудрость, благородство, мир, взаимосотрудничество;
- золото символизирует солнечный свет, богатство, великодушие, прочность, силу, интеллект, Высшую Ценность;
- червлень символизирует право, силу, мужество, достоинство, величие, власть, преданность, справедливость, смелость и великодушие;
- лазурь символизирует красоту, мягкость, славу, честь, верность, искренность, истину, добродетель[2][4].

## История
По некоторым сведениям в советское время существовал неофициальный герб (эмблема) Будённовска, включавший стилизованные изображения фрагмента шестерни, колоса, колбы и грозди винограда.

### Герб 1998 года

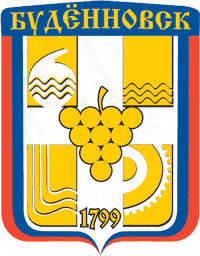
Герб Будённовска. 1998 год

Первый герб города Будённовска утверждён решением городской Думы от 16 ноября 1998 года. Автором герба и разработанного на его основе флага стал профессиональный художник, уроженец Будённовского района Владимир Яковлевич Грибачёв (Ставрополь). Согласно принятому депутатами положению о гербе последний имел следующее описание:

Главной фигурой герба является крест прямой формы белого цвета, означающий первоначальное название города Святой Крест, символизирующий духовные и охранительные функции. Крест делит щит на четыре поля золотого цвета, в которых изображены символы, отражающие главные природно-экономические и историко-культурные особенности Будённовска. В верхней части щита название города «Будённовск», которое входит в обрамление. Щит обрамлён тремя полосами с цветовой гаммой Российского флага — красный, синий, белый. В содержание герба включены символы, подчеркивающие, что город Будённовск является неотъемлемой частью Ставропольского края и Российской Федерации.— Сайт «Геральдикум.ру»
По замыслу художника изображение виноградной кисти, помещённое поверх креста, должно было напоминать о том, что Будённовск является центром виноградарства и виноделия в Ставропольском крае. Колба в правом верхнем поле символизировала нефтехимическую промышленность города; три волнообразные линии в левом верхнем поле — естественные водоёмы и в частности реку Куму; книга в правом нижнем поле — образование; шестерня в левом нижнем поле — промышленную специфику Будённовска. Цифры 1799 указывали на год основания города, получившего тогда же своё историческое название — «Святой Крест».
Данная символика получила неоднозначную оценку, в том числе удостоившись критических отзывов как со стороны общественности, так и со стороны проводивших её экспертизу членов геральдической комиссии при губернаторе Ставропольского края. Секретарь геральдической комиссии Николай Анатольевич Охонько в своей книге «Символы малой родины» (2007), не умаляя эстетических достоинств и глубины содержания исполненного Грибачёвым герба, охарактеризовал последний как «образец символики, не соответствующей ни одному из правил геральдики». К числу нарушений, допущенных в этом гербе, например, относились: наложение металла на металл («серебряный крест на золотом поле и золотая виноградная кисть на серебряном кресте»), использование в гербе названия города и даты его основания, неправильное деление гербового щита, изображение «натуральных современных символов» (колба, шестерня, книга), а также применение в гербе элементов государственной символики.

### Герб 2003 года

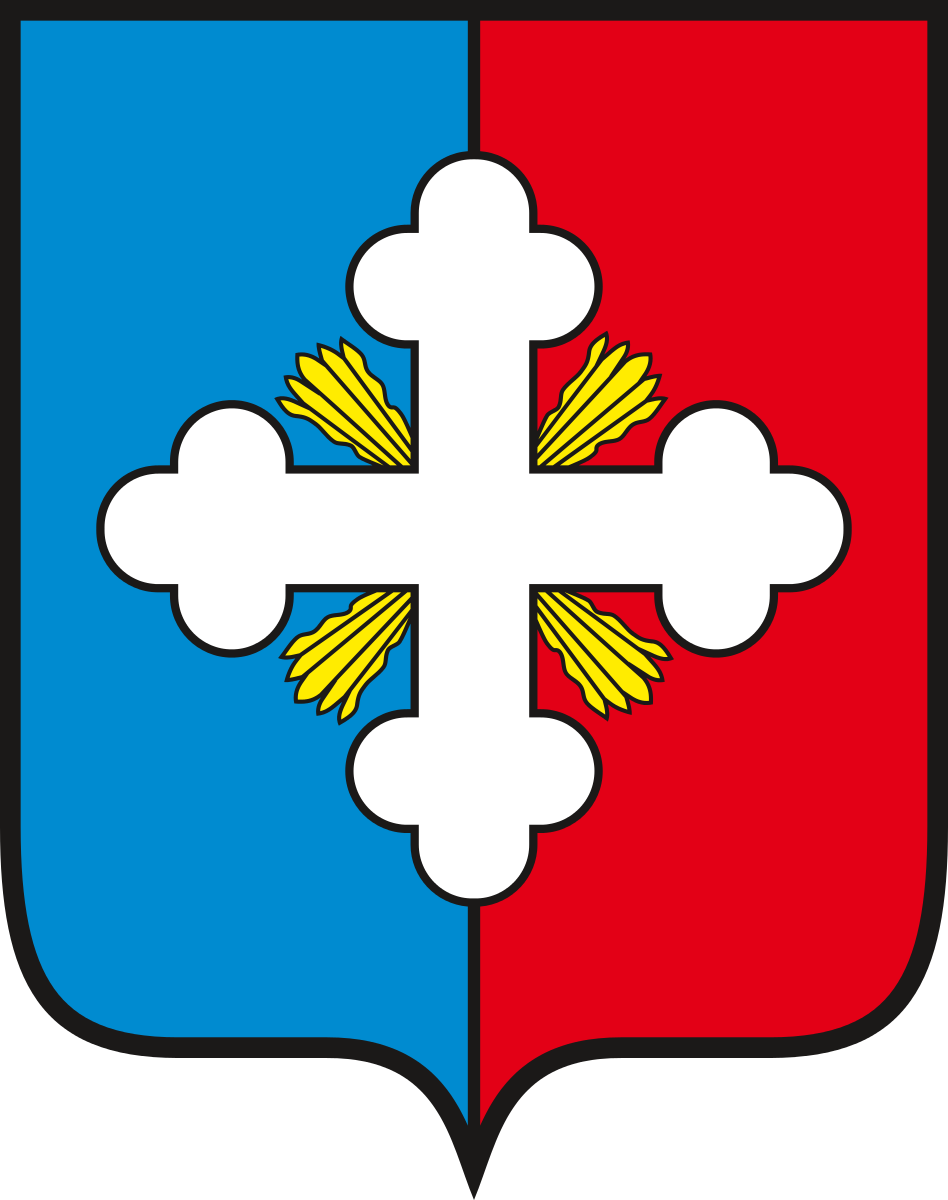
Герб города Будённовска (с чёрной окантовкой). 2003 год

В 2003 году глава города Будённовска Николай Андреевич Ляшенко направил принятую в 1998 году символику вместе с материалами, посвящёнными истории города, на экспертизу в Геральдическую палату Конгресса муниципальных образований Российской Федерации, учреждённую в марте того же года с целью «совершенствования геральдической работы на местах и проведения единой государственной политики в области создания территориальных гербов и флагов». Согласно заключению экспертного совета Геральдической палаты герб и флаг города Будённовска не были рекомендованы к утверждению, так как не отвечали предъявляемым к ним требованиям. После рассмотрения представленных администрацией Будённовска материалов были разработаны новые проекты символики муниципального образования. Автором этих проектов выступил московский художник, член Международной федерации художников ЮНЕСКО Валерий Петрович Лысенко. Исполненный им герб представлял собой «щит, рассечённый по вершинам червлёным и лазурным цветом. Поверх всего — серебряный лапчатый крест с золотым сиянием». За основу содержания герба было взято первоначальное название города.
16 октября 2003 года символика городского округа была одобрена решением экспертного совета Геральдической палаты Конгресса муниципальных образований и 28 ноября 2003 года утверждена на заседании городской Думы. В декабре того же года общественно-политическая газета Будённовского района «Вестник Прикумья» впервые опубликовала описание и обоснование символики нового герба Будённовска и составленного на его основе флага.

### Герб 2010 года
В 2010 году городской округ город Будённовск был преобразован в городское поселение.
24 июня 2010 года на заседании геральдической комиссии при губернаторе Ставропольского края Н. А. Охонько предложил рассмотреть принятую в 2003 году символику Будённовска на соответствие геральдическим правилам и рекомендовать руководству города официально её зарегистрировать в Государственном геральдическим регистре. В целом композиция герба была одобрена членами комиссии, отметившими правильность выполнения его главной фигуры — лапчатого креста, а также то, что «форма креста на гербе, помимо прочего, близка армянскому населению, которое основывало город Святой Крест». Однако обоснованность чёрной окантовки вокруг гербового щита стала предметом для дискуссии. По мнению отдельных членов комиссии окантовку необходимо было убрать, поскольку она снижала статус герба и создавала траурное настроение. Согласно другой точке зрения данный элемент являлся вполне уместным, так как мог символизировать трагические события в истории Будённовска — «мученическую смерть князя Михаила Тверского и налёт банды Басаева». В итоге комиссией было принято решение направить предложения и замечания участников заседания на рассмотрение в администрацию города Будённовска.
Позже специалисты Геральдического совета при Президенте РФ подтвердили, что применение в гербе Будённовска окантовки чёрного цвета, как правило используемой в символике соподчинённых городских районов, снижает статус данного герба. В связи с этим краевая геральдическая комиссия рекомендовала городской администрации отказаться от окантовки и направить откорректированный герб в Государственную герольдию для последующей его регистрации.
25 июня 2010 года Дума города Будённовска утвердила новое положение о гербе. В нём приводилось только описание герба, без обоснования его символики. К положению прилагались рисунки откорректированного герба Будённовска (без окантовки) в многоцветном и одноцветном вариантах. Решением городской Думы от 21 декабря 2010 года № 50 в упомянутое положение внесены некоторые изменения, распространявшиеся на описание порядка использования герба.
2 июля 2012 года герб городского поселения, после экспертизы в Геральдическом совете, внесли в Государственный геральдический регистр РФ, присвоив ему номер 7716. 28 ноября того же года на очередном заседании краевой геральдической комиссии заместителю главы администрации города Будённовска С. Н. Куртасовой были вручены свидетельства о государственной регистрации символики.
16 марта 2020 года городское поселение город Будённовск было упразднено при преобразовании Будённовского муниципального района в Будённовский муниципальный округ.